# Рим (морски термин)
Рим (на нидерландски: ring – букв. пръстен) е метален пръстен с кръгла, елипсовидна или друга форма, служещ за прокарване през него на въжета, вериги, разтяжки, блокове, тали, канифасблокове, съединителни скоби и други крепежни елементи.
Разновидности на класическия рим са рим-болта и рим-гайката.
Рим-болт – метален пръстен, здраво съединен с цилиндрично стебло, имащо на своя край резба за закрепване към различни конструкции, механизми, агрегати и т.н.
Нарезната част на стеблото се завърта капака на машината, корпуса на двигателя или фундаментите на съдовите конструкции.
Рим-гайка има конструкция, сходна с рим-болта, но вместо стебло с резба в основанието на рим-гайката има проходен отвор с резба за завъртането ѝ на болт.